# عقد 1030
عقد 1030 هو عقد امتد بين 1 يناير 1030 و31 ديسمبر 1039 بحسب التقويم الميلادي. سبقه عقد 1020 ولحقه عقد 1040.

## أحداث
- معركة تامارون (1037)
- زلزال وادي الأردن المتصدع 1033

## مواليد
- الحسين الجياني (1035)
- هنري من بورغندي (1035)
- مالكوم الثالث (1031)
- حسن الصباح (1034)
- أبو بكر الشاشي الفارقي (1037)
- شين كيو (1031)
- أبو سنان الخفاجي (1032)
- فلف الأول، دوق بافاريا (1035)
- سو شي (1037)
- زينب بنت إسحاق النفزاوية (1039)
- روجر الأول كونت صقلية (1031)

## وفيات
- ابن سينا (1037)
- زهير الصقلبي (1038)
- هشام المعتد بالله (1036)
- أبو الفضل عبد الواحد التميمي (1034)
- كونستانس من آرل (1032)
- عبد القاهر البغدادي (1037)
- أديمار شابان (1034)
- برمودو الثالث ملك ليون (1037)
- أولاف الثاني (1030)
- سانشو الثالث ملك نافارا (1035)
- دوكجونغ ملك غوريو (1034)

## كتب
- Yves Denis Papin (1998). Chronologie de l'histoire ancienne. Lieu de publication non identifié: Éditions Jean-paul Gisserot. ISBN:2-87747-346-5. OCLC:40746926. مؤرشف من الأصل في 2022-03-16.
- موسوعة حضارة العالم (2002) لأحمد محمد عوف.

## روابط خارجية
- تصفح سنة بسنة عقد 1030 على موقع onthisday.com
- تصفح سنة بسنة عقد 1030 ابتداءً من سنة عقد 1030 على موقع المكتبة الوطنية الفرنسية